# Walter Jon Williams
Walter Jon Williams (ur. 15 października 1953 w Duluth, Minnesota) – amerykański pisarz sf i fantasy. Zasłynął przede wszystkim futurystyczną dylogią fantasy: Metropolita (nominacja do Nebuli) i Miasto w ogniu (nominacja do Nebuli i Hugo). Laureat nagrody Nebula w 2004 r. za opowiadanie Zaraza zielonych lampartów i w 2001 za nowelę Daddy’s World oraz Nagrody Sidewise za historię alternatywną w 1996 za krótką formę Foreign Devils.
Absolwent University of New Mexico (1975). Obecnie mieszka w hrabstwie Valencia w Nowym Meksyku.

## Twórczość

### Powieści
- Ambassador of Progress (1984)
- Knight Moves (1985)
- Hardwired (1986) (wyd. polskie Okablowani, 1999, Mag)
- The Crown Jewels (1987) (wyd. polskie Klejnoty koronne, 2000, MAG)
- Voice of the Whirlwind (1987) (wyd. polskie Ryk tornada, 1999, Prószyński i S-ka)
- House of Shards (1988)
- Angel Station (1989) (wyd. polskie Stacja aniołów, 2000, MAG)
- Elegy for Angels and Dogs (1990)
- Days of Atonement (1991)
- Aristoi (1992) (wyd. polskie 1997, MAG)
- Wall, Stone, Craft (1993)
- Metropolitan (1995) (wyd. polskie Metropolita, 1998, MAG)
- Rock of Ages (1995)
- City on Fire (1997) (wyd. polskie Miasto w ogniu, 1999, MAG)
- The Rift (1999)
- Destiny's Way (2002) (wyd. polskie Szlak przeznaczenia, 2003, Amber)
- The Praxis (2002) (wyd. polskie Upadek imperium strachu. Praxis, 2003, MAG)
- The Sundering (2003) (wyd. polskie Upadek imperium strachu. Rozpad, 2005, MAG)
- Conventions of War (2005) (wyd. polskie Upadek imperium strachu. Wojna, 2006, MAG)
- Implied Spaces (2008)
- Investments (2008)
- This Is Not a Game (2009)
- Deep State (2011)
- The Fourth Wall (2012)
- Impersonations (2016)
- Quillifer (2017)
- The Accidental War (2018)

### Zbiory opowiadań
- Solip: System (1989)
- Facets (1990)
- Frankensteins and Foreign Devils (1998)
- The Green Leopard Plague and Other Stories (2010)